# Helena Malířová

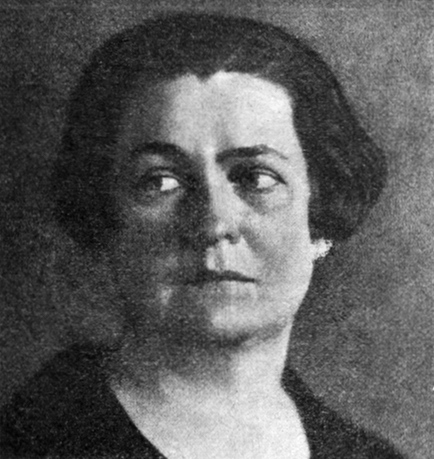
Helena Malířová 1930

Helena Malířová (* 31. Oktober 1877 in Prag; † 17. Februar 1940 ebenda) war eine tschechische Schriftstellerin, Journalistin und Übersetzerin.

## Leben
Ihr Geburtsname ist Helena Nosková, ihre Schwester war die Schauspielerin Růžena Nasková. Nachdem sie im Serbisch-Türkischen Krieg als Krankenschwester und Reporterin tätig war, lernte sie in Wien ihren späteren Ehemann den Schriftsteller Ivan Olbracht kennen. Im Jahr 1920 nahm sie mit ihm und Hugo Sonnenschein gemeinsam am II. Kongress der Kommunistischen Internationale teil und war ein Gründungsmitglied der Kommunistischen Partei der Tschechoslowakei. Malířová, Olbracht und andere namhafte Schriftsteller unterzeichnen 1929 aus Protest gegen die Kulturpolitik der KSČ das Manifest der Sieben.
Malířovás Schaffen ist von ihrem Einsatz für den Kommunismus und die Frauenbewegung geprägt. Ihr Thema sind der Kampf der Frau für Selbstverwirklichung und gegen gesellschaftliche Zwänge. Der Literarische Höhepunkt ihres Schaffens sind die 1930er-Jahre, in denen sie beginnt, mit fragmentarischen und komplexeren literarischen Formen zu experimentieren. Malířová schrieb auch Märchen und Kinderliteratur und übersetzte mit Olbracht zum Beispiel Thomas Mann.
Helena Malířová war Ivan Olbrachts Begleiterin bis 1935, als er sie wegen seiner zukünftigen Frau Jaroslava Kellerová verließ. 1936 bereiste sie erneut mehrere europäische Länder und besuchte zusammen mit einer Delegation tschechischer Intellektueller Spanien (damals im Bürgerkrieg). Seit 1936 lebt sie alleine.
Sie starb an einer Herzerkrankung, ihre Urne wurde in ein Kolumbarium in Prag-Strašnice gebracht. Ihre Schwester Růžena Nasková wurde später im selben Grab beigesetzt.

## Werke
- Lidské srdce autobiografische Kurzgeschichten (1903)
- Právo na štěstí Roman  (1908)
- Víno Roman (1912)
- Popel Roman (1914)
- Srdce nemá stání Roman, Kriegserlebnisse (1918)
- Vítězství Roman (1918)
- Barva krve (1932)
- Deset životů autobiografischer Roman (1937)
- Mariola Roman (1940)